# Pedicure

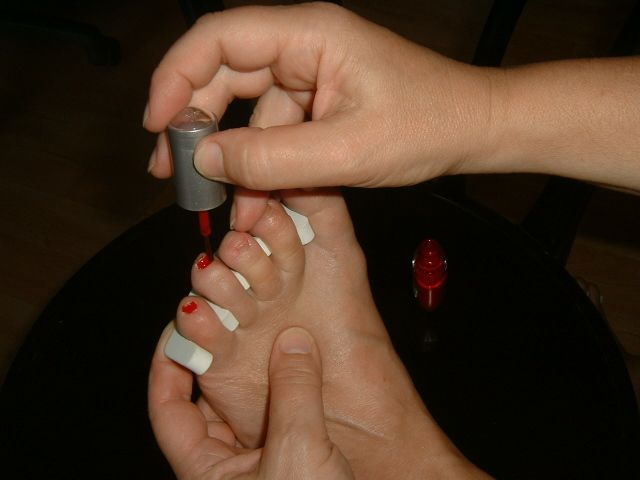
Pedicure

Pedicure – zabieg kosmetyczny, któremu poddawane są paznokcie u stóp. Zabieg ten wykonuje się za pomocą lakieru, który koloryzuje paznokieć i nie tylko. U rąk robiony jest manicure. Rozróżnia się pedicure kosmetyczny, pedicure leczniczy oraz pedicure biologiczny.
- Pedicure kosmetyczny: zabieg pielęgnacyjny obejmujący zmycie lakieru, skrócenie,  opiłowanie oraz oczyszczenie paznokci. W jego zakres wlicza się również usunięcie zgrubiałego naskórka z pięt. Pedicure zakończony jest masażem, ewentualnie polakierowaniem paznokci.

- Pedicure leczniczy: zabieg obejmujący czynności wykonywane przy pedicure kosmetycznym rozszerzony o zabieg usunięcia modzeli, nagniotków oraz wrastających paznokci. Pedicure leczniczy zakończony jest masażem, ewentualnie polakierowaniem paznokci.

- Pedicure biologiczny: zabieg pielęgnacyjny, podczas którego nie używa się narzędzi i akcesoriów metalowych.